# Земон Дэвис, Натали
Натали Земон Дэвис (Девис, англ. Natalie Zemon Davis; 8 ноября 1928[…], Детройт, Мичиган, США — 21 октября 2023, Торонто, Онтарио, Канада) — американско-канадский историк. Внесла значительный вклад в изучение культуры Нового времени Западной Европы, гендерную историю, микроисторию.
Доктор (1959), профессор Торонтского университета, член Американского философского общества (2011) и членкор Британской академии.
Лауреат премии Хольберга (2010).
Национальная гуманитарная медаль США (2012).

## Биография
Родилась в еврейской семье. Окончила Гарвардский университет, защитила докторскую диссертацию в Мичиганском университете в 1959 году. В период распространения маккартизма эмигрировала с мужем в Канаду, где они получили канадское гражданство. Преподавала в Брауновском университете, Университете Торонто, Калифорнийском университете в Беркли и Принстонском университете. Президент Американской исторической ассоциации (1987). В 2010 году удостоилась премии Хольберга за «художественный подход в описании исторических событий». Также отмечена Toynbee-Preis и Aby-Warburg-Preis (обеими — в 2000).
Замужем за математиком Чендлером Дэвисом (Chandler Davis), имеет троих детей. Автор восьми книг.
Основные научные интересы — культура Нового времени Западной Европы, гендерная история, микроистория. Её первые и некоторые позднейшие работы были сфокусированы на Франции XVI века, например, «Обряды насилия» (The Rites of Violence: Religious Riot in Sixteenth-Century France) и «История и культура Франции раннего Нового времени» (Society and Culture in Early Modern France: Eight Essays).
В 1982 году во Франции вышел фильм Возвращение Мартина Герра (The Return of Martin Guerre), консультантом которого она являлась. По итогам работы над ним выпустила одноимённую книгу (вышла одновременно с фильмом на французском языке, в 1983 году переведена на английский язык). В центре внимания работы — представления о человеке у французских крестьян XVI века.
В 1995 году вышла её работа «Дамы на обочине. Три женских портрета XVII века» (Women on the Margins: Three Seventeenth-century Lives), в которой на основе мемуаров и писем трёх женщин XVII века были уточнены представления о роли и месте женщины в раннее Новое время, о нормах и предрассудках в обществе, об их влиянии на поведение женщин и их деятельность. Героини повествования — Гликель из Хамельна (1646/47, Гамбург — 1712, Мец), Мари Гюйар де л'Энкарнасьон (1599, Тур — 1672, Канада) и Мария Сибилла Мериан (1647, Франкфурт-на-Майне — 1717, Амстердам). Все они не принадлежали к элите высшей аристократии. Каждая представляла различные религиозные группы (Гликль — иудейка, последовательница Шабтай Цви, Мари Гюйар — монахиня-католичка, Мария Сибилла Мериан некоторое время была членом протестантской секты лабадистов) и, таким образом, лучше отражали всё общество того времени. С другой стороны, они были образованными и неординарными личностями. Купчиха Гликель, руководившая делом мужа после его смерти, оставила после себя написанные для потомков мемуары (это первое произведение подобного жанра авторства еврейской женщины), в которых назидательная составляющая сочетается с духовными переживаниями. Мари Гюйар постриглась в монахини по велению «внутреннего голоса», оставив сына и впоследствии написав для него мемуары. Оставшуюся часть жизни она провела среди канадских индейцев, проповедуя христианство. Мария Сибилла Мериан занималась энтомологией и рисованием, публиковала собственные книги, но затем уехала в Суринам, где продолжила изучение насекомых.
Крайне высоко ставит Земон Дэвис Павел Юрьевич Уваров.

## Основные работы
- Society and Culture in Early Modern France: Eight Essays. — Stanford, California: Stanford University Press, 1975.
- The Return of Martin Guerre. — Cambridge, MA: Harvard University Press, 1983.
- Frauen und Gesellschaft am Beginn der Neuzeit. — Berlin: Wagenbach, 1986.
- Fiction in the Archives: Pardon Tales and their Tellers in Sixteenth Century France. — Stanford, California: Stanford University Press, 1987.
- "Gender in the academy: women and learning from Plato to Princeton: an exhibition celebrating the 20th anniversary of undergraduate coeducation at Princeton University". — Princeton: Princeton University Library, 1990.
- Renaissance and Enlightenment Paradoxes, co-edited with Arlette Farge. — Cambridge, MA: Belknap Press, 1993. Volume III of A History of Women in the West.
- Women on the Margins: Three Seventeenth-century Lives. — Cambridge, MA: Harvard University Press, 1995.
- A Life of Learning: Charles Homer Haskins Lecture for 1997. — New York: American Council of Learned Societies, 1997.
- Remaking Imposters: From Martin Guerre to Sommersby, Egham, Surrey, UK. — Royal Holloway Publications Unit, 1997.
- The Gift in Sixteenth-Century France. — University of Wisconsin Press, 2000.
- Slaves on Screen: Film and Historical Vision. — Cambridge, MA: Harvard University Press, 2002.
- Trickster Travels. — New York: Hill & Wang, 2006.

### На русском языке
- Земон Дэвис Н. Возвращение Мартена Герра. — М.: Прогресс, 1990. — 208 с.
- Земон Девис Н. Дамы на обочине. Три женских портрета XVII века. — М.: Новое литературное обозрение, 1999. — 400 с.
- Земон Дэвис Н. Обряды насилия // История и антропология. Междисциплинарные исследования на рубеже XX-XXI веков. — СПб.: Алетейя, 2006. — С. 111-162
- (в соавторстве) Земон Дэвис Н. Парадоксы эпохи Возрождения и Просвещения / Н. Земон Дэвис [и др.] — История женщин. В 5 томах. Том 3. — СПб.: Алетейя, 2008. — 560 с.